# 4625-ös mellékút (Magyarország)
A 4625-ös számú mellékút egy több mint 70 kilométer hosszú, négy számjegyű mellékút Jász-Nagykun-Szolnok vármegye és Bács-Kiskun vármegye területén; Szolnok, Tiszakécske és Kiskunfélegyháza térségét kapcsolja össze, egyúttal összeköttetést biztosítva ebben az irányban a 4-es, 44-es  és 5-ös főutak térsége között.

## Nyomvonala
Kilométer-számozása annak a csomópontnak a déli szélétől indul, ahol a 4-es főút szolnoki, déli elkerülő szakaszából kiágazik északnak az a 402-es út, amely a megyeszékhely belvárosába vezet, a 4-es régi, városon átvezető nyomvonaláig. A csomópont négy átkötő ágát (40 601–40 604) még a 402-es veszi fel, ily módon a 4625-ös a 4-es főúttal nem is találkozik, csak onnan viseli ezt a számot, ahol a Budapestről kivezető forgalom 40 601-es számú lehajtó ága eléri a keresztező útvonalat.
Nagyjából délkeleti irányban indul, jó darabig szolnoki iparterületek és azokhoz csatlakozó kisebb lakóövezeti városrészek között vezet. 7,2 kilométer után éri el a vármegyeszékhely és Tószeg határát, ugyanott beletorkollik nyugat-északnyugat felől a 4612-es út. 7,5 kilométer után eléri a Kecskemét–Szolnok-vasútvonal nyomvonalát, ott annak az irányát követve délnek fordul, innentől sokáig egymás közelében haladnak.
8,5 kilométer után éri el Tószeg házait, ott az Attila út nevet veszi fel. Kevéssel ezután keletebbi irányt vesz, így éri el Tószeg vasútállomás térségét is, a 10+350-es kilométerszelvénye táján. Az állomást a rövidke 46 341-es számú mellékút szolgálja ki, amely itt délnyugat felé ágazik ki a 4625-ös útból; utóbbi ezután egy szakaszon északkeleti irányt vesz (Rákóczi út néven), hogy így kerüljön ki egy, a település lakott területén keresztülhúzódó Tisza-holtágat. A központot elhagyva újra délnek fordul, és egy darabig még változatlan néven, majd a helyi temetőt elhagyva már a Várkonyi út nevet viselve halad a belterület déli széléig.
13,3 kilométer után lép át Tiszavárkony közigazgatási területére, a község legészakibb házait kevéssel a 15. kilométere után éri el. Ott néhány száz méter után délnyugati irányba fordul és a Szent István út nevet veszi fel, így halad nagyjából a 16+450-es kilométerszelvényéig, ahol kilép a belterületről. A 17. kilométere után egy elágazáshoz ér: nyugat-délnyugati irányba a 46 151-es út ágazik ki belőle, Tiszavárkonyi szőlők településrész irányába, a 4625-ös pedig itt ismét déli irányt vesz.
A 19+350-es kilométerszelvényénél az út elhalad Tiszavárkony, Tiszajenő és Vezseny hármashatára mellett, innét e két utóbbi település határvonalát követi. A 20. kilométerénél egy újabb, közel derékszögű elágazáshoz ér: a 4625-ös innen nyugati irányban folytatódik, immár teljesen tiszajenői területre érve, kelet felé pedig a 46 149-es út ágazik ki belőle, ez vezet Vezseny központjába.
20,8 kilométer után éri el Tiszajenő első házait, ott a Szolnoki utca nevet veszi fel, majd kiágazik belőle a 46 337-es út Tiszajenő-Vezseny megállóhelyre, pár méterrel ezután keresztezi is a vasútvonalat, majd egy újabb elágazáson túljutva újra délnek fordul. (Az említett elágazásban a 4609-es út torkollik bele, amely Cegléd belvárosától húzódik idáig.) Még a 22. kilométere előtt a vasútvonal mellé kanyarodik, innentől egy ideig azt kíséri, Tiszajenő belterületének nyugati szélén húzódva. 23,6 kilométer után halad el Tiszajenő alsó megállóhely mellett, ami után újból kicsit eltávolodik a vasúttól, nyugati irányban. Nem sokkal később viszont újra délnek fordul, így a 25+350-es kilométerszelvénye táján már újra keresztezi a vágányokat, majdnem pontosan egy kilométer után pedig átlép Tiszakécske területére (itt a megyehatárt is átlépi).
Ott szinte azonnal eléri a városhoz csatolt Tiszabög község belterületének északi szélét, onnantól a Tiszabög utca nevet viseli. 30,6 kilométer után, a városrész déli részén kiágazik belőle kelet-délkeleti irányban a 46 325-ös út, amely a nagyrévi kompátkelőhöz vezet. Kevéssel ezután elhalad Újbög vasútállomás térsége mellett, majd kilép Tiszabög házai közül. Már külterületi részek közt haladva éri el, 31,4 kilométer után a következő jelentősebb kereszteződést, ahol a 4623-as út torkollik bele, nyugati irányból.
Nagyjából 32 kilométer után éri el Tiszakécske központjának legészakibb házait, melyek között haladva a Szolnoki út nevet veszi fel. 33,5 kilométer megtételét követően ér a következő fontosabb elágazásához: itt a 46 327-es út ágazik ki belőle délkeletnek, az innen szűk öt kilométerre lévő tiszainokai kompátkelő irányába. A központban, kevéssel a 34. kilométere után egy körforgalmú csomóponton halad keresztül, majd a városháza előtt nyugatnak fordul és a Kőrösi utca nevet veszi fel. Kevéssel a 35. kilométere után beletorkollik nyugat felől a 4601-es út, ami után a 4625-ös dél-délnyugatnak fordul és a Fő utca nevet veszi fel.
A 37. kilométere táján jár az út, amikor kilép Tiszakécske központjának házai közül, és kevéssel ezután újból egymás mellé érnek a kecskeméti vasútvonallal. 39 kilométer után eléri Kerekdomb településrészt, ahol a Félegyházi út lesz a neve, így halad el nem sokkal azután Kerekdomb megállóhely térsége mellett is. Már a 40. kilométerét is elhagyja, amikor kilép Kerekdomb házai közül, kicsivel ezután pedig át is lép a következő település, Lakitelek területére.
41 kilométer után éri el az út az M44-es autóutat, majd a 43. kilométerét elhagyva, a vasúttal még itt is párhuzamosan haladva keresztezi a 44-es főutat, amely itt a 29. kilométere után jár. Innentől a számozása már nem teljesen szabályos, mivel a 44-es ezen oldalán kezdődő mellékutak száma 45-tel kezdődik. A folytatásban a kecskeméti vasútvonal eltávolodik az úttól, amely viszont nem sokkal ezután keresztezi a Kiskunfélegyháza–Kunszentmárton-vasútvonalat. 43,6 kilométer után egy kereszteződéshez ér, ott a 4622-es út torkollik bele, majd a 45. kilométere táján beér Tőserdő településrészre, amelynek főutcájaként húzódik végig. A 46+450-es kilométerszelvénye közelében – immár déli irányba fordulva – újra keresztezi a félegyházi vasutat, innen egymás kísérői lesznek. A településrész déli szélén, 46,7 kilométer után beletorkollik a 4505-ös út, ezt követően már külterületi részek közt folytatódik tovább. 47,5 kilométer után elhalad Tőserdő megállóhely mellett, a 48. kilométerét elhagyva pedig átlép Tiszaalpár területére.
Ez utóbbi település Árpádtelep nevű községrészét kevéssel a 49. kilométere után éri el, ott elhalad Tiszaalpár felső megállóhely térsége mellett, majd nem sokkal azután ismét keresztezi a vasutat. 50,5 kilométer után éri el Tiszaalpár központjának északi szélét, ott előbb a Bethlen Gábor utca, majd a Mátyás király utca nevet viseli. 51,5 kilométer után egy elágazáshoz ér: tovább egyenesen – délkelet felé – a 4501-es út indul, a 4625-ös pedig egy derékszögű irányváltással délnyugatnak folytatódik, Alkotmány utca néven.
Amikor eléri a vasútvonal térségét, az 52. kilométere után, ott ismét délnek fordul, egyúttal kiágazik belőle nyugatnak a 45 303-as út, Tiszaalpár vasútállomásra. Innen még bő fél kilométeren halad az út Tiszaalpár belterületén, majd dél-délnyugati irányban folytatódik tovább, már külterületen. Az 54. kilométere előtt kiágazik belőle kelet felé egy alsóbbrendű önkormányzati út, ez Tiszaújfalu településrészre vezet, majd újra keresztezi a vasút vágányait és átvált azok túloldalára.
Délnyugat felé folytatódik, így éri el Tiszaalpár Alsó nevű településrészét, az 56. kilométerénél. Ott kiágazik belőle délkeleti irányban a 4502-es út, Csongrád felé, majd néhány lépéssel arrébb a 45 304-es számú mellékút Tiszaalpár alsó megállóhelyre. 58,6 kilométer után ismét keresztezi a vasútvonalat, a 60. kilométerénél elhalad Borsihalom megállóhely mellett, majd átlépi Kiskunfélegyháza határát.
Kiskunfélegyházán sokáig külterületek között húzódik, már a 66. kilométerén is túl jár, amikor eléri Bankfalu városrész legkeletibb házait. Ott az Alpári út nevet viseli, majdnem pontosan egy kilométeren át, a településrész déli széléig, ahol beletorkollik a Nagykőröstől idáig (nagyrészt mezőgazdasági útként funkcionáló) 4614-es út. Kevéssel ezután keresztezi a Félegyházi-vízfolyást, majd azt elhagyva már Kiskunfélegyháza belterületének keleti szélén húzódik, Liget utca néven. 68,5 kilométer után újra kilép a városból, annak ipari üzemei közt halad tovább délkelet felé, Csongrádi út néven. Így ér véget, beletorkollva a Kiskunfélegyháza–Szentes közt húzódó 451-es főútba, amely ott pontosan 3,5 kilométer megtételén jár túl.
Teljes hossza, az országos közutak térképes nyilvántartását szolgáló kira.gov.hu adatbázisa szerint 70,792 kilométer.

## Települések az út mentén
- Szolnok
- Tószeg
- Tiszavárkony
- (Vezseny)
- Tiszajenő
- Tiszakécske
- Lakitelek
- Tiszaalpár
- Kiskunfélegyháza

## Története
1934-ben a kereskedelem- és közlekedésügyi miniszter 70 846/1934. számú rendelete az utolsó mintegy 2,5 kilométernyi (kiskunfélegyházi kivezető) szakaszát másodrendű főúttá nyilvánította, a Kiskunfélegyháza-Hódmezővásárhely közti 42-es főút részeként. Összes többi szakaszát viszont a rendelet alapján 1937-ben kiadott közlekedési térkép még mellékúti kiépítettséggel sem tünteti fel.
Egy dátum nélküli, feltehetőleg 1950 körül készült közúthálózati térkép lényegében a teljes mai hosszában harmadrendű főútként tüntette fel, 410-es útszámozással.